# Boletín Titikaka
Boletín Titikaka fue una revista literaria peruana editada y publicada en Puno, Perú, entre 1926 y 1930. Es considerada uno de los voceros más significativos del movimiento indigenista y de las vanguardias literarias de la época. Su publicación estuvo vinculada al Grupo Orkopata y fue dirigida por los hermanos Arturo Peralta, conocido como Gamaliel Churata, y Alejandro Peralta.

## Historia
La revista apareció por primera vez en agosto de 1926 bajo el nombre de Editorial Titicaca/Boletín y adoptó el nombre definitivo Boletín Titikaka en diciembre de 1928. Durante su existencia, publicó un total de 34 números y un ejemplar adicional sin numeración en agosto de 1928. Su contenido evolucionó desde reseñas literarias y comentarios de publicaciones hasta convertirse en una plataforma para la discusión de problemas andinos, la difusión del indigenismo y el vanguardismo.
A partir del número 25, el Boletín duplicó su tamaño, lo que permitió incluir más colaboraciones y números monográficos, como el dedicado a la mujer en la sociedad andina. El último número, publicado en 1930, fue un homenaje póstumo a José Carlos Mariátegui.
El cierre del Boletín Titikaka estuvo marcado por la persecución política de los hermanos Peralta debido a su activismo, lo que los obligó a abandonar Puno. A pesar de su corta existencia, la revista se consolidó como una referencia fundamental de la literatura indigenista y vanguardista del Perú y América Latina.

## Colaboradores y contenido
La lista de colaboradores del Boletín Titikaka incluye a destacados escritores peruanos y extranjeros, entre ellos:
- Peruanos: César Vallejo, José María Eguren, Luis E. Valcárcel, Carlos Oquendo de Amat, Jorge Basadre y Víctor Raúl Haya de la Torre.
- Extranjeros: Jorge Luis Borges, Diego Rivera, Oliverio Girondo, Pablo de Rokha y Xavier Villaurrutia.

La publicación abordó temas literarios, sociales y políticos desde una perspectiva crítica y comprometida con la reivindicación de los pueblos indígenas. Entre sus propuestas más polémicas estuvo la adopción de una «nueva ortografía» para el español indoamericano.